# IRNSS-1
IRNSS-1は、インド地域航法衛星システムの最初の世代の測位衛星であり、静止軌道に配置される7機構成の衛星である。

## 衛星
IRNSS-1は、インド国民にGPSのサービスを提供し軍に監視機能を提供するために用いられる。測位用のペイロードとC帯の通信装置を備えている。
衛星は160億インド・ルピー（3億240万ドル）の費用をかけて開発され、初号機のIRNSS-1Aは、2013年7月1日にサティシュ・ダワン宇宙センターからPSLVによって打ち上げられた。2号機のIRNSS-1Bは2014年4月4日に打ち上げられた。IRNSS-1A、IRNSS-1Bは軌道傾斜角30度を有する東経55度の静止軌道に投入された。今後さらに軌道傾斜角を有する東経111度の静止軌道と、軌道傾斜角0度の普通の静止軌道（東経34度、83度、132度）に3機が配置される予定。
3号機のIRNSS-3Cは2014年10月15日に打ち上げられた。